# Eurovisiesongfestival 1983
Het Eurovisiesongfestival 1983 was het achtentwintigste Eurovisiesongfestival en vond plaats op 23 april 1983 in München, West-Duitsland.
Het programma werd gepresenteerd door Marlène Charell.
Van de 20 deelnemende landen won Luxemburg met het nummer Si la vie est cadeau, uitgevoerd door Corinne Hermès.
Dit lied kreeg 142 punten, 12,2% van het totale aantal punten.
Met 136 punten werd Israël tweede, gevolgd door Zweden op de derde plaats met 126 punten.

## Interludium
Samen met het Song Contest Ballet verzorgde Charell het interludium.

## Puntentelling

### Stemstructuur
Net als vorig jaar werden in de nationale jury punten toegekend aan elk liedje. Het liedje met het meest aantal stemmen, kreeg twaalf punten. De tweede keus kreeg tien punten en de derde plaats tot en met tiende plaats kregen acht tot en met één punten. Stemmen op het eigen land is niet toegestaan.

### Score bijhouden
De score werd bijgehouden op een scorebord dat in de zaal hing.
De landen stonden in het Engels op het bord.
Achter elk land stond het totale aantal punten.
De gegeven punten werden gelijk bij het totaal van het land opgeteld.
De presentatrice stond op het podium, schuin voor het scorebord.
Het land dat de punten aan het doorgeven was, was herkenbaar doordat een lampje achter de landnaam oplichtte.
Nadat een land alle punten had gegeven, knipperde het totaal van het land dat het meeste aantal punten had.

### Stemmen
Het bellen van de landen ging op volgorde van deelname.
Het geven van de punten gebeurde in volgorde van laag naar hoog.
De vertegenwoordiger van het land noemde het land en het aantal punten in het Engels of Frans.
De presentatrice herhaalde dit in de taal waarin de punten gegeven werden
om daarna beide gegevens in de andere taal en het Duits te herhalen.
In het Engels en het Frans gebruikte men points en in het Duits Punkte.
Opvallend was dat Nederland als Netherlands op het scorebord stond, maar tijdens het jureren gebruikte de presentatrice in zowel het Engels als Duits 'Holland'.
Door de keus van presentatrice Charell om de punten in drie talen te herhalen duurde de stemming bijna een uur. Hierdoor werd het Eurovisiesongfestival 1983 het tweede songfestival (na 1979) dat de tijdsduur van drie uur overschreed.

### Beslissing
Luxemburg moest als laatste stemmen maar de overwinning stond al vast doordat België Luxemburg op 142 had gezet. Het verschil met Zweden (126 punten) was toen al te groot.

### Resultaat
| Plaats | Land                | Artiest                     | Titel                   | Punten |
| ------ | ------------------- | --------------------------- | ----------------------- | ------ |
| 1      | Luxemburg           | Corinne Hermès              | Si la vie est cadeau    | 142    |
| 2      | Israël              | Ofra Haza                   | Chai                    | 136    |
| 3      | Zweden              | Carola Häggkvist            | Främling                | 126    |
| 4      | Joegoslavië         | Danijel Popović             | Džuli                   | 125    |
| 5      | Duitsland           | Hoffmann & Hoffmann         | Rücksicht               | 94     |
| 6      | Verenigd Koninkrijk | Sweet Dreams                | I'm never giving up     | 79     |
| 7      | Nederland           | Bernadette                  | Sing me a song          | 66     |
| 8      | Frankrijk           | Guy Bonnet                  | Vivre                   | 56     |
| 9      | Oostenrijk          | Westend                     | Hurricane               | 53     |
| 9      | Noorwegen           | Jahn Teigen                 | Do re mi                | 53     |
| 11     | Finland             | Ami Aspelund                | Fantasiaa               | 41     |
| 11     | Italië              | Riccardo Fogli              | Per Lucia               | 41     |
| 13     | Portugal            | Armando Gama                | Esta balada que te dou  | 33     |
| 14     | Griekenland         | Kristi Stassinopoulou       | Mou les                 | 32     |
| 15     | Zwitserland         | Mariella Farré              | Io così non ci sto      | 28     |
| 16     | Cyprus              | Stavros & Konstandina       | I agapi akoma zi        | 26     |
| 17     | Denemarken          | Gry Johansen                | Kloden drejer           | 16     |
| 18     | België              | Pas de Deux                 | Rendez-vous             | 13     |
| 19     | Spanje              | Remedios Amaya              | ¿Quién maneja mi barca? | 0      |
| 19     | Turkije             | Çetin Alp & The Short Waves | Opera                   | 0      |

## Deelnemers

### Terugkerende artiesten
| Land      | Artiest     | Plaats | Eerdere deelname                         | Plaats toen |
| --------- | ----------- | ------ | ---------------------------------------- | ----------- |
| Frankrijk | Guy Bonnet  | 8      | Frankrijk 1970                           | 4           |
| Noorwegen | Jahn Teigen | 9      | Noorwegen 1978                           | 20          |
| Noorwegen | Jahn Teigen | 9      | Noorwegen 1982 (samen met Anita Skorgan) | 12          |

### Nationale keuzes
Isabelle Aubret won het festival al in 1962 en werd 3de in 1968, nu werd ze 3de in de preselectie. Enkele jaren geleden had ze ook nog eens meegedaan, ook zonder succes. Ook Joël Prévost (Eurovisiesongfestival 1978) was erbij. Lance Aston van de groep Prima Donna (Verenigd Koninkrijk op het Eurovisiesongfestival 1980) zong nu bij de groep Audio. Kikki Danielsson werd 2de in Zweden, vorig jaar zong ze nog in de groep Chips. In Duitsland probeerde Wencke Myhre het opnieuw, in '68 werd ze 6de voor Duitsland, daarvoor had ze ook al in de Noorse finale gezongen. John Hatting die vorig jaar nog in de groep Brixx zat waagde nu solo zijn kans in Denemarken. In Israël zong Yardena Arazi zich naar een 2de plaats, in 1976 zat ze in de groep Chocolad Menta Mastik. In Portugal deed Carlos Paião (ESF '71) ook mee. Waterloo was er in '76 ook al voor Oostenrijk bij, toen als Waterloo & Robinson nu gingen ze solo en werden 2de in de Oostenrijkse finale.

### Terugkerende landen
- Frankrijk (zie ook Frankrijk op het Eurovisiesongfestival)
- Italië (zie ook Italië op het Eurovisiesongfestival)
- Griekenland (zie ook Griekenland op het Eurovisiesongfestival)

### Terugtrekkende landen
- Ierland: Vanwege een moeilijke financiële periode bij RTÉ, de nationale omroep, ziet Ierland dit jaar af van deelname. (Zie ook Ierland op het Eurovisiesongfestival.)

### Kaart

Deelnemende landen
Landen die al meegedaan hebben maar niet meedoen